# Narodytchi
Narodytchi (en ukrainien : Народичі) ou Naroditchi (en russe : Народичи) est une commune urbaine de l'oblast de Jytomyr, en Ukraine, était le centre administratif du raïon de Narodytchi, raïon dissous le 18 mars 2020. Située à 70 km de Tchernobyl, Narodytchi est dans la zone d'exclusion nucléaire. Sa population s'élevait à 2 883 habitants en 2021.

## Géographie
Narodytchi se trouve dans la région historique de Polésie. Elle est arrosée par la rivière Ouj, à son point de confluence avec la Jerev, dans le bassin de la Prypiat. Narodytchi se trouve à 107 km au nord-est de Jytomyr et à 134 km au nord-ouest de Kiev.

## Histoire
La première mention de Narodytchi remonte à l'année 1545. Elle a le statut de commune urbaine depuis 1958. Lors du recensement de 1897, la population est de 4576 dont 2054 sont membres de la communauté juive.
Depuis l'accident nucléaire de Tchernobyl, il n'est pas légalement permis de vivre dans la ville, mais la population augmente et d'anciens habitants reviennent à Narodytchi du fait de la crise économique,.
En 2010, une nouvelle crèche a été construite, notamment avec le financement du Japon (moins d'un an avant Fukushima). Seulement 10 pour cent des enfants seraient en bonne santé.

## Population
Recensements (*) ou estimations de la population :
| 1923* | 1926* | 1959* | 1970* | 1979* | 1989* |
| ----- | ----- | ----- | ----- | ----- | ----- |
| 2 429 | 6 121 | 5 995 | 5 854 | 6 111 | 6 406 |

| 2001* | 2009  | 2010  | 2011  | 2012  | 2013  |
| ----- | ----- | ----- | ----- | ----- | ----- |
| 2 618 | 2 475 | 2 514 | 2 585 | 2 610 | 2 581 |

| 2021  | - | - | - | - | - |
| ----- | - | - | - | - | - |
| 2 883 | - | - | - | - | - |

## Transports
Narodytchi se trouve à 152 km de Jytomyr par le chemin de fer et à 140 km par la route. La ville la plus proche est Ovroutch, à 26 km au nord-est par la route.

## Culture

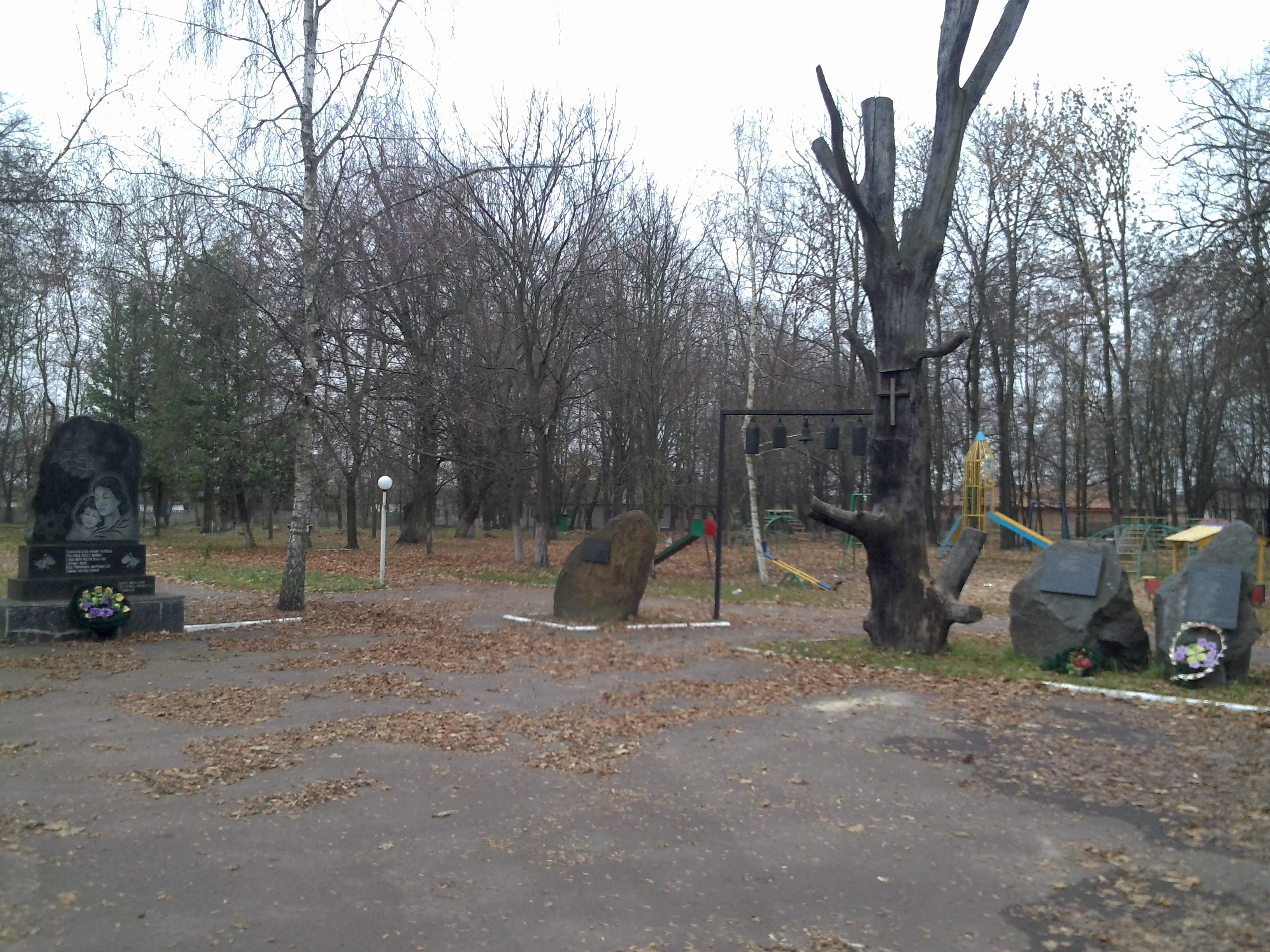
Monument au désastre de Tchernobyl, classé[5] à Narodytchi.

## Honneur
L'astéroïde (227326) Narodytchi porte son nom.